# موج نوی فرانسه
موج نوی سینمای فرانسه جنبشی در سینمای فرانسه است که در دهه ۱۹۵۰ به رهبری منتقدان جوان تحریریه مجله سینمایی کایه دو سینما در فرانسه شکل گرفت و به سایر نقاط دنیا سرایت یافت.
موج نو در فرانسه در دو دوره اتفاق افتاد. دورهٔ اول از سال ۱۹۵۸ تا ۱۹۶۲ طول کشید و از مشخصه‌های آن تأکید بر مؤلف و میزانسن بود. فیلم‌سازان این دوره از قواعد فیلم‌سازی دههٔ ۵۰ میلادی، هم به لحاظ روایی و هم تصویری، روی‌گردان شدند. روایت و داستان یا آغاز و پایانی برای فیلم‌ها وجود نداشت. تنها برشی از زندگی در فیلم نشان داده می‌شد و به این ترتیب اقتباس ادبی در این سینما از بین رفت. ادبیات جای خود را به قصه‌های عامه‌پسند داد و زمان در فیلم‌ها همان دههٔ حاضر بود و حرف‌هایی که در فیلم‌ها زده می‌شد، دربارهٔ جوانان بود. صحبت از تمایلات جنسی که نشان از پدیدهٔ «عشق آزاد» داشت، در سینمای موج نو رواج یافت و هویت آدم‌ها در فیلم‌ها مطرح شد. نقش زنان هم در روایت محوری تر و مثبت تر شد. استفاده از نماهای معمول که زمان و مکان را توصیف می‌کرد منسوخ شد و جامپ کات (jump cut) و نماهای نامنطبق در تدوین جای خود را باز کرد. دوربین‌های سبک برای فیلمبرداری در خیابان‌ها به کار می‌رفت و دیگر فیلم‌ها در استودیو ساخته نمی‌شد. البته تنها نمادی که در سینمای موج نو تغییر نیافت همان شهر پاریس بود. دورهٔ دوم موج نو بین سال‌های ۱۹۶۶ تا ۱۹۶۸ اتفاق افتاد. در این دوره گفتمانها سیاسی‌تر شد و ایدئولوژی کم رنگ تر. فیلم‌های گدار مانند دو سه چیزی که از آن زن می‌دانم (۱۹۶۶) و زن چینی و آخر هفته، هر دو محصول سال ۱۹۶۷، از این دسته هستند. در این دوره اسطوره‌های بورژوازی از بین رفت و مسائلی مانند ازدواج و خانواده در فیلم‌ها مطرح نمی‌شد. به جای آن‌ها موضوعاتی مانند سیاست‌ورزی دانشجویان، بلوغ، مصرف‌گرایی و ویتنام در فیلم‌ها رواج یافت. رویهٔ فیلم‌سازی در این دوره یعنی تکنولوژی آن، رویهٔ اجتماعی یعنی مصرف را برملا می‌کرد. به این معنی که دیگر فیلم‌های هالیوودی با تولیدات عظیم، سرمشق نبودند و دوربین روی دست، حذف ستاره‌ها و استودیو به عنوان ضد سینما در برابر تکنولوژی فیلم‌سازی در آمریکا، به روی کار آمد. تنش‌های شخصی و بعد از آن تنش‌های سیاسی‌ای که نسل‌های جوان‌تر با آن‌ها روبرو بودند، درون مایهٔ فیلم‌ها را تشکیل می‌داد.
موج نو تلاش می‌کرد از سوژه‌های متفاوت و سبک روایت متفاوت در ساخت و تهیهٔ فیلم استفاده کند و برخلاف سینمای کلاسیک آمریکا، از ستاره‌های سینمایی استفاده نمی‌کرد (به همین دلیل استفاده از نابازیگر زیاد دیده می‌شود). در این فیلم‌ها تماشاگر در قضاوت و خوانش فیلم آزادی دارد.
در اواخر ۱۹۵۰ چند تن از این منتقدان اولین فیلم‌هایشان را کارگردانی کردند که منعکس‌کننده این نظریهٔ آنان بود که به عنوان موج نوی فرانسه از آن یاد می‌شود.
از پیشروان این نظریه می‌توان از فرانسوا تروفو با فیلم چهارصد ضربه، و ژان لوک گدار با اولین فیلم بلندش از نفس افتاده نام برد که این فیلم توانست قواعد عصیان‌گرانه موج نو را به بهترین شکل ممکن مجسم کند.
از دیگر منتقدین فرانسوی که بر اساس همین نظریه پا به عرصهٔ کارگردانی نهادند، می‌توان از ژاک ریوت، اریک رومر، کلود شابرول، و همچنین فیلمسازانی چون آلن رنه، ژاک دمی، گی دوبور و آنیس واردا نام برد.
منتقدان از آنچه که به عنوان فیلم‌های ادبی در فرانسه ساخته می‌شد، ناراضی بودند و به اعتقاد آنان در این‌گونه فیلم‌ها، نقش فیلمنامه‌نویس بیشتر از کارگردان مشهود بود. آنان معتقد بودند که تنها کارگردانان هالیوودی مانند آلفرد هیچکاک به معنی واقعی سازندهٔ فیلم هستند، زیرا از آنجایی که آن‌ها خود نویسندهٔ فیلم‌هایشان هستند، توانایی کاملی در به تصویر کشیدن آن‌ها دارند.
آن‌ها عقیده داشتند صرف نظر از این که چه کسانی این فیلم‌ها را تولید، فیلمبرداری یا بازی کرده‌اند یا نوشته‌اند، و فارغ از نوع استودیو و مقدار پولی که فیلم با آن ساخته می‌شود، باید تداوم را در مجموعه فیلم‌هایی یافت که تحت یک عنوان به یکدیگر پیوسته‌اند: کارگردان.
موج نوی فرانسه باعث حیات دوبارهٔ سینمای این کشور شد و بار دیگر سینمای فرانسه را در رأس سینمای فرهنگی جهان قرارداد. موج نو تمام فیلم‌سازان جوان سرکش را تحت تأثیر قرار داد و دنباله‌های آن به سایر کشورها از جمله چکسلواکی، ژاپن و برزیل نیز سرایت کرد.
به ویژه فرانسوا تروفو بود که توانست این موج نو را فراتر از سال ۱۹۶۷ با فیلم‌هایی مانندبوسه‌های دزدکی (۱۹۶۸) حمل کند.
در نهایت باید خاطرنشان کرد که سینمای فرانسه در دهه ۱۹۹۰ با ظهور چیزی که «موج نوی جدید» نامیده شده است، مشخص شد. کارگردانان آن با مسائل اجتماعی معاصر درگیر هستند، مسائلی که موج نوی اصلی کم و بیش درگیر آن نشده بود، زیرا دغدغه فرم و سبک داشت. علاوه بر این، در تضاد شدید با مصنوعی بودن حساب‌شدهٔ «سینمای لوک»، موج نوی جدید از تنظیمات اجتماعی و جغرافیایی متمایز و سبک بازیگری طبیعی استفاده می‌کند که بازیگران غیرحرفه‌ای را ترجیح می‌دهد.

## نمونه فیلم‌ها
- سرژ زیبا (کلود شابرول)
- از نفس افتاده (ژان لوک گدار)
- چهارصد ضربه (فرانسوا تروفو)
- هیروشیما عشق من (آلن رنه)
- ویریدیانا (بونوئل)
- مؤنث و مذکر (گدار)
- بوسه‌های دزدکی (فرانسوا تروفو)